# Giulio Regondi
Giulio Regondi (Ginevra, 1822 – Londra, 6 maggio 1872) è stato un chitarrista e compositore svizzero dell'epoca romantica.

## Biografia
Le sue straordinarie doti di fanciullo prodigio vennero sfruttate da un padre (chitarrista e compositore) privo di scrupoli, che lo fece esordire come chitarrista giovanissimo a Lione, portandolo successivamente a Parigi, dove ricevette, fra gli altri, l'apprezzamento di Fernando Sor, che gli dedicò la sua Fantasia op. 46, Souvenir d'amitié. 
Dopo il 1831, abbandonato dal padre, si stabilì a Londra, ma alcune tournée compiute tra il 1841 e il 1846 lo portarono in varie città europee, fra cui Vienna, Praga e Dresda. 
Forse per reazione nei confronti dello strumento che gli era stato imposto dal padre, divenne successivamente grande virtuoso di concertina e per questo insolito strumento compose numerosi lavori.

## Composizioni

### Opere per chitarra sola
- Revêrie. Nocturne op. 19
- Fête villageoise. Rondo caprice op. 20
- Air varié op. 21
- Air varié op. 22
- Introduction et Caprice op. 23
- Dix études
- Fantasia sull'aria "Montecchi e Capuleti" di Bellini

### Opere per concertina e pianoforte
- Les Oiseaux op. 12
- Serenade in A

### Studi per concertina
- Hexameron du Concertiniste